# Lijn B (metro van Lyon)
Lijn B van de metro van Lyon loopt van het metrostation Saint-Genis-Laval Hôpital Lyon Sud in Saint-Genis-Laval tot metrostation Charpennes - Charles Hernu in de voorstad Villeurbanne, waar de lijn aansluit op lijn A. Een eerste gedeelte van deze lijn is geopend in 1978, de lijn is 10,2 kilometer lang en heeft 12 haltes, en wordt op de lijnenkaart aangeduid met de kleur blauw. Belangrijkste eigenschap van de lijn is dat het om een bandenmetro gaat, en sinds juni 2022 betreft het automated guideway transit.

## Geschiedenis
Het eerste gedeelte van lijn B, een aftakking van lijn A bij het station Charpennes in Villeurbanne naar de treinstations Brotteaux en Part Dieu is tegelijkertijd met die lijn geopend op 2 mei 1978. Doel van deze aftakking was de beide stations te verbinden met het centrum van de stad. Station Brotteaux is echter sinds 1983 gesloten, sindsdien is La Part-Dieu het belangrijkste treinstation.
Op 14 september 1981 is de eerste verlenging van de lijn, tot Jean Macé geopend. Daar kon toen nog niet overgestapt worden op de trein, treinstation Jean Macé is pas in 2009 geopend. Sinds 9 september 1991 kan er in station Saxe - Gambetta overgestapt worden op lijn D, die toen in gebruik genomen is. De laatste uitbreiding, naar het Stade de Gerland, nabij het Stade de Gerland, het voormalige voetbalstadion van Olympique Lyonnais, is voor het publiek geopend op 4 september 2000. De opening van deze verlening was gepland voor 1998, ter gelegenheid van de WK voetbal, maar door vertragingen in de bouw werd deze termijn niet gehaald.
Op 11 december 2013 opende de tweede verlenging van de lijn tot het treinstation Oullins in de voorstad Oullins aan de andere kant van de Rhône. De werken, aangevat in 2008, vergden meer dan 5 jaar.
Op 20 oktober 2023 opende de derde verlenging van de lijn waarbij de zuidelijke terminus veranderde van Gare d'Oullins naar Saint-Genis-Laval Hôpital Lyon Sud met een verlenging van het traject met 2,5 kilometer en de toevoeging van twee nieuwe metrostations.

## Tracé
Lijn B is een belangrijke noord-zuidverbinding op de linkeroever van de Rhône. Het oudere gedeelte van de lijn, tussen Charpennes en Jean Macé, is vrij bochtig, het nieuwere gedeelte is een rechte lijn onder de Avenue Jean Jaurès.
De lijn begint in Charpennes als een afsplitsing van lijn A. De metrostellen van lijn B worden in hetzelfde depot gestald en onderhouden als die van lijn A, het dépôt de la Poudrette in de voorstad Vaulx-en-Velin, dat zich bij het oostelijke uiteinde van lijn A bevindt. De dienstdoende treinen op lijn B moeten dus eerst over lijn A door Villeurbanne naar Charpennes rijden alvorens de dienst aan te vangen. De halteplaats in station Charpennes bestaat uit één enkel perron met een enkel spoor er langs, waar de metrostellen keren.
Na Charpennes loopt de lijn in zuidwestelijke richting naar station Brotteaux. Sinds het bovengrondse treinstation in 1983 gesloten is, is dit een van de rustigste metrostations van de stad. Hierna loopt de lijn zuidwaarts richting de wijk La Part-Dieu onder de Rue Lalande en de stadsverwarmingscentrale aan de Cours Lafayette door, om vervolgens naar het westen af te buigen. Voor het station Place de Guichard - Bourse du Travail buigt de lijn weer naar het zuidwesten, en na dit station gaat het verder zuidwaarts onder de Avenue Maréchal de Saxe. Na het station Saxe - Gambetta, waar er een ondergrondse aansluiting is met lijn D, volgt de tunnel verder de Avenue Jean Jaurès in een rechte lijn gedurende 3,2 km tot Stade de Gerland, nabij het gelijknamige voetbalstadion. Na het stadion loopt de lijn onder de Rhône door naar het treinstation van Oullins. Met een lichte bocht naar het zuiden, het wegtracé volgend van de Rue de la République wordt het metrostation Oullins Centre bereikt.  Vervolgens dwarst het metrostation de Grande Rue van Oullins en volgt pal zuid langs de Rue du Grand Revoyet tot de campus van het Hôpital Lyon Sud ziekenhuis wordt benaderd en de terminus Saint-Genis-Laval Hôpital Lyon Sud gelegen ten noordoosten van het centrum van Saint-Genis-Laval.

## Architectuur
De eerste stations van de lijn, Brotteaux en Gare Part-Dieu - Vivier Merle, bezitten geen bijzondere architecturale kenmerken. Het laatste station bevindt zich in de onderste verdieping van het winkelcentrum La Part-Dieu en heeft een ondergrondse verbinding met het treinstation Part-Dieu. Hiermee is dit metrostation het grootste ondergrondse bouwwerk van het Lyonese metrostelsel.
De stations die bij de eerste uitbreiding van de lijn zijn aangelegd hebben wat meer architecturale bijzonderheden. Zo heeft station Place du Guichard - Bourse du Travail een grote glazen wand die in een gat in de grond is aangelegd, waardoor er daglicht in het station valt. De halte van lijn B in station Saxe - Gambetta is volledig anders gebouwd dan de andere stations uit 1981. Boven de sporen is er een hoog plafond, waar er aan een van de kanten zich een tussenverdieping bevindt met een café en kaartverkoop, en sinds 1991 ook het station van lijn D.
De stations die bij de uitbreiding in 2000 zijn geopend zijn met meer zorg vormgegeven. Zo heeft station Place Jean Jaurès als centraal thema 'reizen', wat bijvoorbeeld terugkomt in het woord itinéraire ('route'), gevormd door de pilaren op een van de perrons, en een mozaïek van een wereldkaart. Station Debourg heeft een klassiekere vormgeving met elementen die verwijzen naar 19e-eeuwse industriële architectuur, zoals metalen pilaren. Het station Stade de Gerland heeft een simpeler uiterlijk, met brede perrons die erop gericht zijn grote aantallen reizigers te verwerken, in verband met de nabijheid van het voetbalstadion en de Halle Tony Garnier, de grootste evenementenzaal van de stad.
Bij de uitbreiding van 2023 werd Oullins Centre bekleed met houten elementen, wat voor de metro van Lyon een primeur was. Saint-Genis-Laval Lyon Sud Hospital is een station met betonnen muren en bankjes in hout.

## Materieel

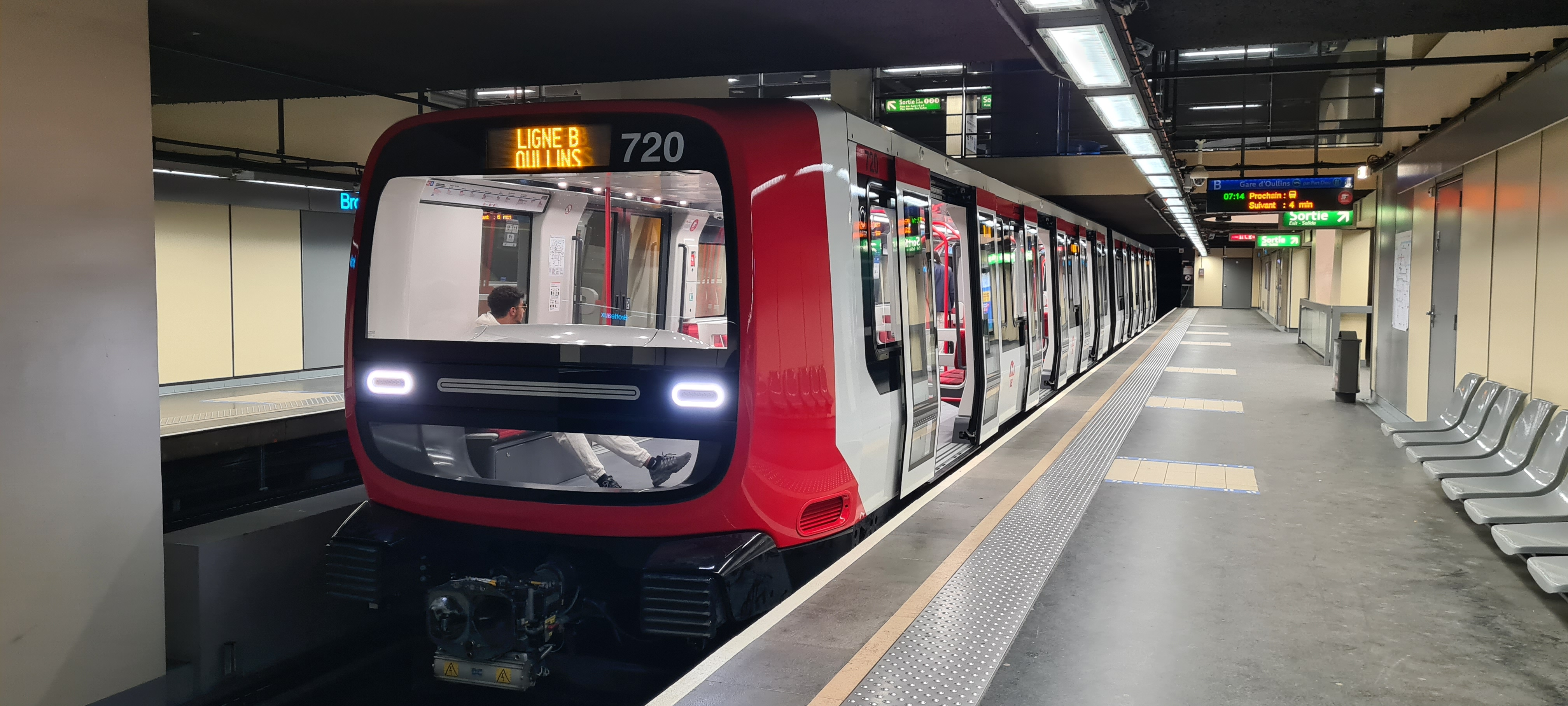
MPL16 metrostel op station Brotteaux

Lijn B wordt bereden door metrostellen van het type MPL16. Deze door Alstom geproduceerde volautomatische bandenmetro's zijn sinds 2022 in dienst. Voor de automatisering van de lijn werden metrostellen van het type MPL75 gebruikt, die ook op lijn A rijden.

## Exploitatie
Net als de rest van het openbaar vervoer van Lyon wordt lijn B uitgebaat door TCL. Dit is een merknaam van Keolis die de exploitatie uitvoert in opdracht van de publieke instelling Sytral.
Het gehele traject is 10,2 km lang. In spitsuren komt er elke 2'29" een metro langs. Buiten de spitsuren is er een frequentie van een trein elke 3 - 4 minuten, en na halfnegen uur 's avonds gaat er een metro elke 8 minuten. De eerste metro vertrekt 's morgens om 4:49 vanuit de eindstations, de laatste 's avonds om 0:21 in Charpennes en 0:07 in Saint-Genis-Laval.
In 2006 werden dagelijks 133.000 passagiers vervoerd met de lijn.

## Toekomst
Tegen 2035 zou de lijn verder naar het zuiden kunnen worden doorgetrokken naar een parkeer en reis-station aan de A450 met een nieuw aan te leggen knooppunt.
Charpennes - Charles Hernu · Brotteaux · Gare Part-Dieu - Vivier Merle · Place Guichard - Bourse du Travail · Saxe - Gambetta · Jean Macé · Place Jean Jaurès · Debourg · Stade de Gerland - Le LOU · Gare d'Oullins · Oullins Centre · Saint-Genis-Laval Hôpital Lyon Sud